# Descansar en paz
Descansar en paz es una película de suspenso dramático argentina de 2024 dirigida por Sebastián Borensztein. Basada en la novela Descansar en paz: ¿nunca soñaste con dejar todo y empezar de nuevo? (2018) de Martín Baintrub, narra la historia de un hombre que finge su muerte para escapar de una gran deuda económica que contrajo. Está protagonizada por Joaquín Furriel, Griselda Siciliani y Gabriel Goity. 
La película se estrenó mundialmente el 7 de marzo de 2024 durante el Festival de Málaga, mientras que su estreno comercial en las salas de cines de Argentina fue el 21 de marzo de ese año, antes de ser lanzada en Netflix el 27 de marzo de 2024.

## Sinopsis
La trama sigue a Sergio Dayán, un hombre que contrae una deuda imposible de saldar y que recibe amenazas para que le pague la debida deuda. Un día, Sergio es víctima del Atentado a la AMIA (ocurrido el 18 de julio de 1994) que lleva a las autoridades y a su familia a considerarlo muerto, sin embargo, Sergio sobrevive al hecho y ve la oportunidad de desaparecer para liberarse de la deuda. A partir de esto, decide irse a Paraguay a través de la Triple Frontera  y construye una identidad nueva. Luego de muchos años, Sergio comienza a tener curiosidad por la vida de su familia planteándose la idea de regresar para ver cómo están ellos sin él.

## Reparto
- Joaquín Furriel como Sergio Dayán
- Griselda Siciliani como Estela Szpindler
- Gabriel Goity como Hugo Brenner
- Lali González como Ilu
- Raúl Daumas como Rubén «El Gordo»
- Alicia Guerra como Beatriz «Bea»
- Macarena Suárez como Florencia Dayán
  - Zoe Kunischi como Florencia (niña)
- Juan Cottet como Matías Dayán
  - Nicolás Jurberg como Matías (niño)
- Ernesto Rowe como Diego
- Alberto de Carabassa como Ariel

## Producción
El 28 de marzo de 2023, Netflix informó que había iniciado con el desarrollo de la película Descansar en paz basada en la novela homónima de Martín Baintrub publicada en 2018. Asimismo, comunicó que la producción de la cinta estaba bajo la responsabilidad de Kenya Films y Benteveo Producciones. Fueron anunciados como protagonistas de la película Joaquín Furriel, Griselda Siciliani y Gabriel Goity, mientras que Sebastián Borensztein fue seleccionado para dirigirla y coescribirla junto a Marcos Osorio Vidal.
La fotografía principal inició el 25 de marzo de 2023 en Argentina y tiempo después trasladó sus filmaciones a Paraguay. Las grabaciones finalizaron el 28 de mayo de ese mismo año, completando un total de nueve semanas de rodaje. El 14 de febrero de 2024, se lanzó el primer avance de la película confirmando que su estreno inicial sería en Festival de Málaga para luego ser lanzada en los cines argentinos y días después en Netflix.

## Recepción

### Comentarios de la crítica
La película recibió reseñas favorables por parte de los críticos. Pablo O. Scholz de Clarín marcó que «la elección de los planos cerrados sobre Sergio permite advertir el agobio que sufre, gracias también a la interpretación de Furriel», mientras que «el  desenlace de la película es, tal vez, en una de ésas, un poco remanido o trillado, pero no le resta mérito a la película». Ezequiel Boetti de Página 12 señaló sobre la película que «tantos giros tiene, tan estrafalaria es la manera de enredar los hilos de la historia, que lo que en principio es risiblemente ridículo termina como algo ambiguo e incómodo».
En una reseña para La Nación, Natalia Trzenko escribió «el film logra construir la intriga con notable paciencia y efectividad»; además «la película se destaca por las interpretaciones de Joaquín Furriel y Griselda Siciliani». Diego Batlle de Otros cines expresó que «el desenlace luce demasiado subrayado y hasta algo maniqueo, se trata de una película por momentos fascinante, casi siempre atrapante, con una sólida puesta en escena, un equipo técnico de lujo, una atractiva banda sonora y actuaciones dúctiles y convincentes».

### Premios y nominaciones
| Premio/Festival de Cine                | Fecha del evento         | Categoría                       | Nominado                                    | Resultado | Ref.          |
| -------------------------------------- | ------------------------ | ------------------------------- | ------------------------------------------- | --------- | ------------- |
| Festival de Málaga                     | 1 al 10 de marzo de 2024 | Sección oficial                 | Descansar en paz                            | Nominado  | [ 11 ] [ 12 ] |
| Festival de Málaga                     | 1 al 10 de marzo de 2024 | Mejor actor                     | Joaquín Furriel                             | Ganador   | [ 11 ] [ 12 ] |
| Festival de Málaga                     | 1 al 10 de marzo de 2024 | Mejor actor de reparto          | Gabriel Goity                               | Ganador   | [ 11 ] [ 12 ] |
| Premios Martín Fierro de Cine y Series | 21 de octubre de 2024    | Mejor película de plataforma    | Descansar en paz                            | Nominado  | [ 13 ]        |
| Premios Martín Fierro de Cine y Series | 21 de octubre de 2024    | Mejor actor de drama            | Joaquín Furriel                             | Nominado  | [ 13 ]        |
| Premios Martín Fierro de Cine y Series | 21 de octubre de 2024    | Mejor actor de reparto de drama | Gabriel Goity                               | Nominado  | [ 13 ]        |
| Premios Sur                            | 23 de julio de 2025      | Mejor actor de reparto          | Gabriel Goity                               | Nominado  | [ 14 ]        |
| Premios Sur                            | 23 de julio de 2025      | Mejor guion adaptado            | Marcos Osorio Vidal y Sebastián Borensztein | Nominados | [ 14 ]        |